# Metallstrejken 1945

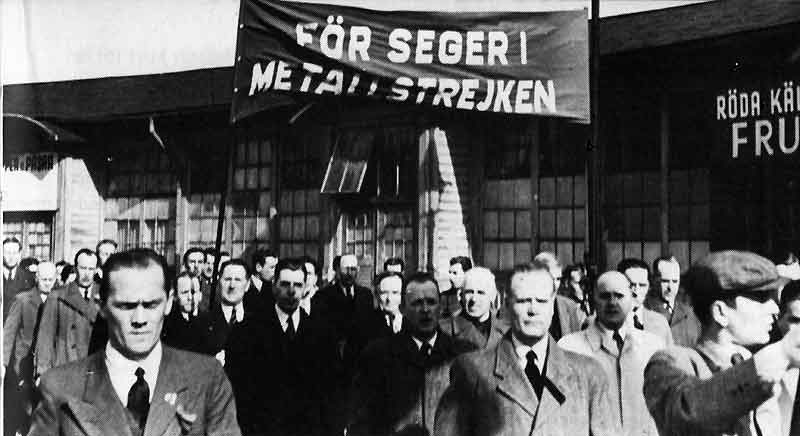
Metallstrejken 1945. Demonstrationen i Göteborg den 8 april med över 8 000 deltagare anländer till Kungstorget.

Metallstrejken 1945 eller verkstadsstrejken var en strejk som pågick februari till juni 1945 och omfattade 120 000 verkstadsarbetare.
Fler arbetsdagar gick förlorade än under storstrejken 1909. Konflikten slutade med att arbetstagarsidan accepterade samma lönetillägg som övriga fackförbund erhållit utan strejk.
Vid denna tidpunkt var det kommunistiska inflytandet över Svenska metallindustriarbetareförbundet som störst, vilket var starkt bidragande till strejken. Socialdemokraterna intensifierade efter strejken sina ansträngningar för att minska det kommunistiska inflytandet i svensk fackföreningsrörelse.